# Susan Lalic

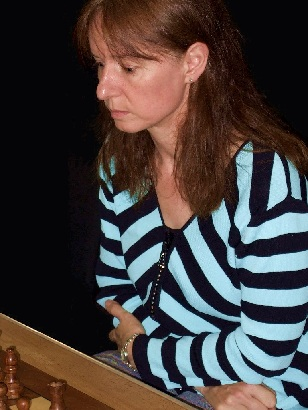
Lalic in Sheffield, 2011

Susan Kathryn Lalic (meisjes-achternaam: Walker; geboren 28 oktober 1965) is een Engelse schaakster, met de titels Internationaal Meester (IM) en grootmeester bij de vrouwen (WGM). Ze was 5 keer Brits schaakkampioen bij de vrouwen: 1986, 1990–1992 en 1998.
Lalic speelde negen keer voor Engeland in Schaakolympiades, van 1984 tot en met 2000. Van 1986 tot 1998 speelde ze aan het eerste bord.
Ze was in 1987 de vijfde vrouw die het schaakkampioenschap van de Commonwealth voor vrouwen won.
In januari 1997 was haar Elo-rating 2405.

## Persoonlijk leven
Lalic ging van 1977 tot 1984 naar de Nonsuch High School for Girls, in Cheam (Londen). Ze was gehuwd met Keith Arkell en daarna met GM Bogdan Lalic. Vervolgens trouwde ze met Internationaal Meester Graeme Buckley.

## Externe koppelingen
- (en)   Informatie over schaakpartijen van Susan Lalic op ChessGames.com
- (en)   Informatie over schaakpartijen van Susan Lalic op 365chess.com
- (en)  FIDE-ratinggegevens voor Susan Lalic